# Соціофізика
Соціофізика (також Соціальна фізика, англ. Social physics) — міждисциплінарна галузь науки, з розвиненими методами теоретичної фізики, яка опираючись на математику, використовується для опису соціуму та процесів, що відбуваються у суспільстві, щоб зрозуміти поведінку людських натовпів. Соціальна фізика тісно пов'язана з економіко-фізичною теорією, яка використовує методики фізики для опису економіки. У сучасному комерційному застосуванні також може посилатися на аналіз соціальних явищ з великими даними.

## Огляд
Ідея застосування фізичних методів до соціальних явищ розвивалася протягом багатьох століть. Прикладом можуть бути перші (невдалі) спроби Едмонда Галлея упорядкувати таблиці смертності. Вперше термін соціофізика зустрічається у праці Оґюста Конта "Religion de l'Humanité" (1846-1857) та Адольфа Кетле “Physique Sociale” (1869) (саме з цієї роботи і починає свій відлік соціологія як чітка, емпірично обґрунтована наука). Конт писав: 
«Розумна політика не може ставити собі за мету змусити розвиватися людство, яке рухається завдяки власним імпульсам відповідно до закону, так само незмінного, як і закон гравітації, хоча і гнучкішого. Але вона ставить собі за мету полегшити розвиток людства, навчаючи його».
Новим поштовхом для розвитку соціофізики стала поява статистичної фізики, яка дозволяє передбачувати усереднену поведінку усіх елементів системи, не розглядаючи окремо майже випадкову поведінку кожної конкретної частинки. Зокрема для соціофізики є важливою фізика складних систем. У сучасному застосуванні «соціальна фізика» означає використання аналізу «великих даних» та математичних законів, щоб зрозуміти поведінку людських натовпів. Основна ідея полягає в тому, що дані про діяльність людини (наприклад, записи телефонних викликів, покупки кредитних карток, проїзд на таксі, вебдіяльність тощо) містять математичні схеми, характерні для того, як соціальні взаємодії поширюються та зближуються. Потім ці математичні інваріанти можуть служити фільтром для аналізу змін поведінки та виявлення нових моделей поведінки.
Відомі роботи про соціальну фізику включають в себе книги «Соціальна фізика» професора Алекса Пентленда або «Соціальний атом» редактора журналу «Nature» Марка Бюханана. До популярного читання про соціофізику відноситься також роботи «Чому суспільство є комплексною матерією» англійського фізика Філіпа Балла, «Автоматизація суспільства - це наступне» Дірка Хельбінга та «Linked» американського фізика Ласло Боробаші.
Одним з провідних сучасних науковців в цій галузі є Серж Галам, який за допомогою соціофізичних моделей передбачив перемогу Дональда Трампа на президентських виборах 2016 року (див. посилання). 